# 422 (číslo)
Čtyři sta dvacet dva je přirozené číslo. Následuje po číslu čtyři sta dvacet jedna a předchází číslu čtyři sta dvacet tři. Římskými číslicemi se zapisuje CDXXII a řeckými číslicemi υκβ.

## Matematika
422 je:
- Deficientní číslo
- Složené číslo
- Nešťastné číslo

## Astronomie
- (422) Berolina je planetka Amorovy skupiny, kterou objevil v roce 1896 Carl Gustav Witt

## Roky
- 422
- 422 př. n. l.